# Bahnstrecke Schwarzenbek–Bad Oldesloe
| Streckennummer (DB): | 1141                               |                 |                 |
| Kursbuchstrecke: | 103h (1934) 114b (1946) 149 (1976) |                 |                 |
| Streckenlänge: | 36,2 km                            |                 |                 |
| Spurweite: | 1435 mm (Normalspur)               |                 |                 |
| |                                    |                 |                 |
| \| \| \| von Berlin \| \| \| \| 249,3 \| Schwarzenbek \| Schwarzenbek \| \| \| \| nach Hamburg \| \| \| \| 253,1 \| Havekost \| Havekost \| \| \| 255,5 \| Möhnsen \| Möhnsen \| \| \| 259,2 \| Dahmker \| Dahmker \| \| \| 260,6 \| Hamfelde \| Hamfelde \| \| \| 261,9 \| Vorburg-Trittau \| Vorburg-Trittau \| \| \| 263,7 \| Trittau \| Trittau \| \| \| \| nach Tiefstack \| \| \| \| 266,0 \| Grönwohld \| Grönwohld \| \| \| 268,8 \| Dwerkathen \| Dwerkathen \| \| \| 272,0 \| Sprenge \| Sprenge \| \| \| 273,6 \| Mollhagen \| Mollhagen \| \| \| 277,6 \| Barkhorst \| Barkhorst \| \| \| 280,3 \| Rohlfshagen \| Rohlfshagen \| \| \| 282.6 \| Rümpel \| Rümpel \| \| \| \| von Hamburg \| \| \| \| \| von Elmshorn \| \| \| \| \| von Ratzeburg \| \| \| \| 285,5 \| Bad Oldesloe \| Bad Oldesloe \| \| \| \| nach Neumünster \| \| \| \| \| nach Lübeck \| \| |                                    |                 |                 |
| Strecke |                                    | von Berlin      | von Berlin      |
| Bahnhof | 249,3                              | Schwarzenbek    | Schwarzenbek    |
| Abzweig ehemals geradeaus und nach links |                                    | nach Hamburg    | nach Hamburg    |
| Haltepunkt / Haltestelle (Strecke außer Betrieb) | 253,1                              | Havekost        | Havekost        |
| Bahnhof (Strecke außer Betrieb) | 255,5                              | Möhnsen         | Möhnsen         |
| Haltepunkt / Haltestelle (Strecke außer Betrieb) | 259,2                              | Dahmker         | Dahmker         |
| Haltepunkt / Haltestelle (Strecke außer Betrieb) | 260,6                              | Hamfelde        | Hamfelde        |
| Bahnhof (Strecke außer Betrieb) | 261,9                              | Vorburg-Trittau | Vorburg-Trittau |
| Bahnhof (Strecke außer Betrieb) | 263,7                              | Trittau         | Trittau         |
| Abzweig geradeaus und nach links (Strecke außer Betrieb) |                                    | nach Tiefstack  | nach Tiefstack  |
| Haltepunkt / Haltestelle (Strecke außer Betrieb) | 266,0                              | Grönwohld       | Grönwohld       |
| Bahnhof (Strecke außer Betrieb) | 268,8                              | Dwerkathen      | Dwerkathen      |
| Bahnhof (Strecke außer Betrieb) | 272,0                              | Sprenge         | Sprenge         |
| Bahnhof (Strecke außer Betrieb) | 273,6                              | Mollhagen       | Mollhagen       |
| Bahnhof (Strecke außer Betrieb) | 277,6                              | Barkhorst       | Barkhorst       |
| Bahnhof (Strecke außer Betrieb) | 280,3                              | Rohlfshagen     | Rohlfshagen     |
| Haltepunkt / Haltestelle (Strecke außer Betrieb) | 282.6                              | Rümpel          | Rümpel          |
| Abzweig ehemals geradeaus und von links |                                    | von Hamburg     | von Hamburg     |
| Abzweig geradeaus und von links |                                    | von Elmshorn    | von Elmshorn    |
| Abzweig geradeaus und ehemals von rechts |                                    | von Ratzeburg   | von Ratzeburg   |
| Bahnhof | 285,5                              | Bad Oldesloe    | Bad Oldesloe    |
| Abzweig geradeaus und nach links |                                    | nach Neumünster | nach Neumünster |
| Strecke |                                    | nach Lübeck     | nach Lübeck     |

Die Bahnstrecke Schwarzenbek–Bad Oldesloe war eine rund 36 Kilometer lange, eingleisige, nicht elektrifizierte Nebenbahn im südöstlichen Schleswig-Holstein.

## Streckenbeschreibung
Die Strecke führte von der Kleinstadt Schwarzenbek an der Berlin-Hamburger Bahn über Trittau nordwärts bis Bad Oldesloe, der Kreisstadt Stormarns, an der Bahnstrecke Lübeck–Hamburg. Dort bestanden außerdem Umsteigemöglichkeiten nach Neumünster, Elmshorn und Ratzeburg. 

## Geschichte
Die Verbindung wurde primär als strategische Bahn zur Umfahrung Hamburgs geplant. Sie wurde am 1. August 1887 von den Preußischen Staatsbahnen eröffnet. 
Von Dezember 1907 bis März 1952 bestand in Trittau Anschluss zu Personenzügen der Südstormarnschen Kreisbahn Richtung Hamburg.  
1944 wurden täglich drei Personenzugpaare gefahren, 1963 verkehrten werktags sieben und sonntags fünf Personenzugpaare über die ganze Strecke. 
Zuletzt fuhren im Personenverkehr ausschließlich Uerdinger Schienenbusse.
Am 29. Mai 1976 fuhren die letzten Personenzüge zwischen Schwarzenbek und Bad Oldesloe, gleichzeitig wurde der Güterverkehr zwischen Mollhagen und Dwerkathen (heute: Dwerkaten) eingestellt, zum 1. Januar 1977 auch zwischen Dwerkathen und Trittau; die Strecke zwischen Mollhagen und Trittau wurde abgebaut. 
Am 31. Januar 1981 endete der Güterverkehr zwischen Trittau und Möhnsen. Am 31. August 1984 wurde auch auf den verbleibenden Abschnitten der Güterverkehr eingestellt und im Anschluss die Strecke stillgelegt und vollständig abgebaut. Auf dem Teilstück Trittau–Bad Oldesloe befindet sich heute ein Radwanderweg.